# Кукіль
Кукі́ль (Agrostemma) — рід трав'янистих рослин родини гвоздичні.

## Назва
Назва роду походить від грец. агрос — поле і стемма, атос — вінок, гірлянда: прикраса поля (польовий вінок) — за красою квітів і місцем зростання.
Українська назва походить, очевидно, від прасл. *kǫkolь, що являє собою варіант *kolkolъ («дзвін», «дзвоники»).

## Ботанічний опис
Однорічні трави, часто озимі рослини з довгим (до 80 см), гіллястим головним коренем або запушені довгими білястими або сіруватими волосинами; стебло 30–100 см заввишки, пряме, просте або гіллясте; листки лінійні або лінійно-ланцетні, до 13 см завдовжки.
Квіти двостатеві, актиноморфні, близько 5 см діаметром, у монохаїзальних суцвіттях або одиничні на верхівках стебла і його гілок. Чашечка 25–55 мм завдовжки (подовжується при плодах) довгасто-яйцеподібна або довгаста з довгими, лінійно-ланцетними зубцями трубка з 10 явно виділеними прожилками; розсічена глибше половини на 5 долей. Пелюсток 5, з цілим або виїмчастим відгином. Пелюстки темно-рожеві, тьмяно-пурпурові, рідше світло-рожеві чи білі; нігтики з внутрішньої сторони з поздовжньою крилоподібною смужкою. Тичинок 10, стовпчиків 5. Приймочка волосиста.
Плід без ніжки, коробочка (зріла) в основі одногнізда, багатонасінна, розкривається угорі 5 зубцями. Насіння майже чорне, 2,5–3,5 мм діаметром, більш-менш густо вкрите гострими шипами чи горбиками, по спинці опукле.

## Географічне поширення й екологія
Євразійський рід, росте у помірному кліматі Європи й Азії. Зустрічається у посівах озимих і ярих зернових культур. У багатьох країнах зустрічається як принесена рослина, що натуралізувалася в Америці.

## Господарське значення
Кукіль більш відомий не як культурна рослина, а як шкідливий бур'ян. Небезпечним є через отруйність насіння, тому борошно, отримане з зерна, теж отруйне.
У квітникарстві кукіль більш відомий під назвою агростемма як красива декоративна рослина. Його вирощують на високих клумбах, у міксбордерах, масивах. Агростемма поєднується зі злаковими і луговими травами, входить до складу мавританського газону. У квітникарстві використовують два види: кукіль звичайний (Agrostemma githago, L.) і кукіль витончений (Agrostemma gracilis, Boiss.).

## Номенклатура і систематика
Рід Кукіль входить у родину Гвоздичні (Caryophyllaceae) ряду Гвоздикоцвіті (Caryophyllales).

### Види
За даними The Plant List на 2010 рік, рід включає два види:
- Agrostemma brachyloba (Fenzl) K.Hammer
- Agrostemma githago L.[5]